# Herb powiatu nowotomyskiego
Herb powiatu nowotomyskiego – jeden z symboli powiatu nowotomyskiego, autorstwa Stefana Wojtkiewicza i Jacka Stelmaszyka, ustanowiony 12 czerwca 2000.

## Wygląd i symbolika
Herb przedstawia na tarczy dwudzielnej w słup w polu lewym pół orła srebrnego ze złotym dziobem i szponami (symbol województwa wielkopolskiego), natomiast w polu prawym dwudzielnym w pas w polu górnym złotym cztery zielone gałązki chmielowe – dwie górne z jedną szyszką i dwie dolne z dwiema szyszkami, a w polu dolnym zielonym złoty splot wiklinowy.